# Tóth Zoltán (labdarúgó, 1983)
Tóth Zoltán (Tatabánya, 1983. november 25.) magyar labdarúgó, jelenleg az Bajna KSE csapatának játékosa.

## Pályafutása
Labdarúgó-pályafutását szülővárosában Tatabányán kezdte. Az utánpótlás-csapatok után, a 2005–06-os idényben már felnőtt kerettag volt. Első gólját 2005. szeptember 18-án lőtte egy Győri ETO elleni 3-3-as mérkőzésen. Második góljánál szintén egy pont eléréshez segítette csapatát, akkor az Újpest ellen végeztek 1-1-gyel. Első élvonalbeli szezonjában jó teljesítményt nyújtott, felkeltette más klubok érdeklődését is.
A ZTE megfelelő ajánlatot adott, így pályafutása második szezonját már itt kezdte. A csapat vezetői hároméves szerződést kötöttek vele.
2006-07-ben 22 mérkőzésen jutott szóhoz, 13-szor kezdőként. 2007–08-ban húsz mérkőzésen szerepelt és három gól szerzett. A 2008–09-es szezon őszi felében 11 mérkőzésen 1 gólt lőtt.
2009 januárjában térdszalag-szakadást szenvedett az Ajka ellen játszott edzőmérkőzésen, amit hosszú felépülés követett. Tavasszal már nem is lépett pályára, emiatt is a június 30-án lejáró szerződését közös megegyezéssel felbontotta a klubjával és 2009. június 23-án 3 éves szerződést kötött a Budapest Honvéd csapatával. Egy évad erejéig, a 2011-2012-es szezonban visszatért Tatabányára, majd Dorogra igazolt, ahol előbb 2012-ben NB III-as ezüstérmet, 2013-ban pedig bajnoki címet nyert.
Termete miatt nem tartozik az „ütközős” játékosok közé, emiatt a játéka sebességére épül, kevés védő tudja futásban megverni. Bejátssza az egész jobboldalt, védőtől, középpályáson át, jobbszélsőig bármely poszton megállja a helyét.

## Sikerei, díjai
- Magyar bajnokság bronzérmese: 2006-2007 (ZTE)
- Bajnoki cím: NB III., 2012-2013 (Dorog)
- Bajnoki ezüstérem: NB III., 2011-2012 (Dorog)

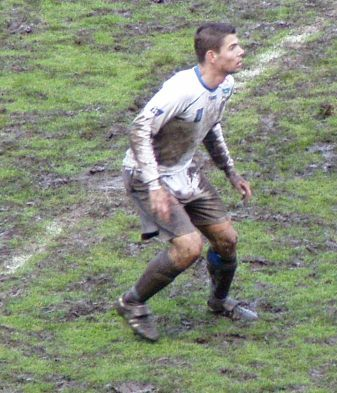
Tóth Zoltán